# Glochidion xerocarpum
Glochidion xerocarpum là một loài thực vật có hoa trong họ Diệp hạ châu. Loài này được (O.Schwarz) Airy Shaw mô tả khoa học đầu tiên năm 1980.